# Driver 76
Driver 76 est un jeu vidéo de course développé par Reflections Interactive et Sumo Digital, et édité par Ubisoft en 2007 sur PlayStation Portable et Playstation Vita.
C'est le premier épisode de la série Driver sur PSP et Playstation Vita en 2009. Ce GTA-like se déroule dans la ville de New York en 1976.

## Progression du jeu
Le jeu est divisé en chapitres qui comportent eux-mêmes, un certain nombre de « boulots » (missions). Lorsque toutes les missions du chapitre sont terminés, le joueur peut accéder au chapitre suivant.
Entre chaque chapitre, une cinématique sous forme de bande dessinée présente au joueur le thème du nouveau chapitre.

### Argent
En terminant une mission, le joueur reçoit une somme d'argent plus ou moins importante selon la difficulté de la mission. L'argent gagné peut être dépensé pour acheter des munitions ou améliorer et modifier les véhicules que le joueur possède à travers le « garage ».

### Récompenses
En plus de l'argent, une mission terminée peut faire débloquer des véhicules (directement ajoutés dans le garage) ou des mini-jeux (jouables dans la zone Mini-jeux).
Les véhicules débloqués peuvent être joués dans les missions suivantes du jeu.

### Police
Dans Driver 76, le joueur sera forcément amené à commettre des infractions. Si l'infraction a été commise à bord d'un véhicule, les recherches se concentreront sur la voiture. Il est alors préférable d'abandonner le véhicule si le joueur ne veut pas se faire repérer. Si l'infraction a été commise à pied, les recherches se concentreront sur votre personnage. Monter à bord d'un véhicule aux vitres teintées est un bon moyen de ne pas se faire reconnaitre par la police.

## Personnages
- Ray (le garagiste de Driver: Parallel Lines) est le protagoniste du jeu, il montre une passion pour les courses de rues et les poursuites avec la police locale. Il est amoureux de la fille du chef de la triade new-yorkaise, et pour pouvoir sortir avec elle, il va devoir gagner en réputation. Il sera aidé de Slink, qui lui confiera des petits boulots, et le présentera d'autres contacts pour parvenir à son but.

## Multijoueur
Le multijoueur de Driver 76 est jouable en mode Ad Hoc seulement. L'hôte de la partie choisit les paramètres comme le type, le lieu, les véhicules.